# Spoorlijn 26A
Spoorlijn 26A was een Belgische spoorlijn tussen Schaarbeek en de aftakking Y Haren Noord aan lijn 27 via het Vormingsstation van Schaarbeek.

## Geschiedenis
Spoorlijn 26A werd in 1926 aangelegd als verbindingslijn in de goederenbundel van Schaarbeek. Oorspronkelijk had deze het lijnnummer 91B. 
Op 29 oktober 2020 werd de spoorlijn gesloten en vervangen door de spoorlijn 26b
De nieuwe spoorlijn 26b is de vervanger van de oude lijn 26a. Die vroegere lijn is nu afgebroken, omdat die op een terrein van 40 hectare lag dat eigendom is van het Fonds voor Spoorinfrastructuur (FSI). Een koninklijk besluit bepaalt dat de spoorinfrastructuur moest verdwijnen op de gronden van het jaar 
Alle sporen zijn er zo goed als verwijderd, enkel een toegangsspoor naar de haven van Brussel ligt er nog. Het is daar wachten op een uitspraak van de rechter in kort geding, nadat de haven een rechtszaak had aangespannen tegen de verwijdering van het spoor. Hoewel het tijdelijk niet gebruikt wordt voor vrachtvervoer, wil de haven dit absoluut behouden met het oog op de uitbouw van een multimodaal vervoersknooppunt. 
De lijn is dubbelsporig uitgevoerd. De referentiesnelheid bedraagt 40 km/u.

## Aansluitingen
In de volgende plaatsen is of was er een aansluiting op de volgende spoorlijnen:
Schaarbeek-Vorming
Spoorlijn 26 tussen Schaarbeek en Halle
Spoorlijn 26B tussen Schaarbeek en Y Haren Noord
Spoorlijn 27D tussen Brussel Noord en Schaarbeek-Vorming
Spoorlijn 27E in de bundel van Schaarbeek-Vorming
Spoorlijn 27F in de bundel van Schaarbeek-Vorming
Y Haren Noord
Spoorlijn 27 tussen Brussel-Noord en Antwerpen-Centraal